# 格伦巴赫
格伦巴赫是德国莱茵兰-普法尔茨州的一个市镇。总面积3.32平方公里，总人口457人，其中男性239人，女性218人（2011年12月31日），人口密度138人/平方公里。